# 久米島紬
久米島紬（くめじまつむぎ）は、久米島（沖縄県島尻郡久米島町）で織られる紬のこと。2004年（平成16年）、製作技術が重要無形文化財に指定された。

## 特徴
久米島紬は、その技術が琉球王国時代以来の伝統を保ち、製法は手作業によっている。また模様選定、染付け（草木染めと泥染め）、織りの工程を一人で行う（一部の工程では分業も行われる）。原料の糸の一部は島内の養蚕農家によって生産され、染料は全て島内自生のサルトリイバラ（グール）などを使い、泥染めなども島内で行っている。
色合いは黒い光沢のある物が基本で、若草色や黄色などの色物もある。元々紬（久米島紬には限らない）の色や柄はさまざまなものであったが、ある時期から黒や茶色などを基本とした単調なものとなってしまい、それが本来のものと誤解されるようになった。

## 歴史
沖縄県の三山時代つまり14世紀末頃、久米島の「堂の比屋（堂集落の長）」が明に渡り、養蚕の技術などを学んだ事が始まりと伝わる。1511年、久米島が琉球王国の侵攻を受け服属、税金の7割を紬を貢納布として納めるようになった。1609年、今度は琉球王国が薩摩よりの侵攻を受け服属し、久米島にも1611年頃から新たな税金がかせられ、以前よりさらに重くなった。
1619年、尚豊王が技術的な発展がなかなか見られなかった紬を改良するため、越前より坂元普基を招聘し養蚕や真綿の製法が新たに伝えられ、また薩摩より友寄景友も来島し織り方と染色の方法も伝え、その後飛躍的な進化を遂げたと考えられている。日本本土では、久米島紬が「琉球紬」として流通するようになった（当該項目も参照の事）。1735年の記録によれば、生産される紬の大半の799反を税金として納めており、一種の人頭税として15から45歳までの女性に課され、それは琉球処分後に沖縄県が成立した後も続き島民を苦しめたが、1903年（明治36年）に廃止され、島民にとってはようやく自らの利益のために紬の生産が行えるようになった。 
1905年（明治38年）頃から紬生産のための改良事業が始まり、翌々年には両村組合立女子工業徒弟学校も設立され、その後の久米島紬は最盛期を迎える。学校の最初の卒業生が出た1909年（明治42年）頃から年々生産数が増え始め、旧税制の廃止前は1590反であったが、1910年（明治43年）には6000反、そして1916年（大正5年）には久米島紬織物協同組合も設立され島内上げての増産が行われ、1923年（大正12年）には生産数が42129反に達した。これは、地元の生産意欲と第一次世界大戦の戦争需要による好景気と言う好条件もあり、島外では類似商品も現れるほど飛ぶように売れた。しかし大戦後の世界恐慌の波も受け、その後はしだいに低迷し、組合をも解散する事態となった。昭和初期には10000反前後となり、1937年
（昭和12年）頃には2000反強までには落込み、一部の集落で生産される程度になった。第二次世界大戦が始まり、久米島でも戦時体制の影響で原料の供給などが滞り、生産が途絶えがちとなった。
戦後は、養蚕を行う人物が出て原料の島内供給が確保され、紬を生産する集落も増えて次第に復興が進められた。このような動きの中1951年（昭和26年）には、紬の生産販売に関する協議会も開催され、島内では共同養蚕室の建設や講習会なども度々行われた。また、1955年（昭和30年）には久米島紬復興期成会が結成、1956年（昭和31年）には販売を目的に仲里村久米島紬工業組合が、そして1970年（昭和45年）には仲里村久米島紬事業協同組合が結成され、それらが1977年（昭和52年）には久米島紬の全てを対象として久米島紬事業協同組合となり、久米島紬振興のためにさまざま活動を行っている。

## 無形文化財
2004年（平成16年）、伝承されている製作技術が重要無形文化財に指定され、久米島紬保持団体（技の保存と伝承者の養成を行っている団体）が重要無形文化財保持団体に認定された。